# Dignomus atticus
Dignomus atticus is een keversoort uit de familie klopkevers (Ptinidae). De wetenschappelijke naam van de soort werd in 1902 gepubliceerd door Maurice Pic.